# MOAP
MOAP（Mobile Oriented Applications Platform）は、NTTドコモが中心となり開発を行っている携帯電話用プラットフォーム（アプリケーションプラットフォーム・ユーザインタフェース）である。NTTドコモの第三世代携帯電話「FOMA」に搭載されている。クローズドユーザインタフェースなので、UIQやS60などと違いサードパーティがネイティブアプリケーションのソフト開発を行うことができない。Symbian OS用とLinux用と2種類用意されている。

## 概要
携帯電話メーカ各社がそれまで携帯電話用のインターフェース、ミドルウェア等を開発してきたが、それらの開発コストの抑制、インターフェースの均一化を図る目的で開発を進めている。Symbian OS用、Linux OS用と2タイプ用意されている。開発用のエミュレーターも用意されている上、メーカーはMOAP上に設けられた独自アプリケーションエリア、ミドルウェア上の独自エリアのみを開発すればよく、携帯電話の開発速度の向上、開発コストの抑制を行うことができるうえ、NTTドコモ独自のサービスも全メーカーに簡単に展開することができる。
以下の図がプラットフォームの構成図であり、メーカーはグレーの部分のみの開発で済む。
| iアプリ（フリー開発部分）          |                                        |                                       |
| ネイティブアプリ（メーカ独自開発） | ネイティブアプリ（メーカ独自開発）     | ネイティブアプリ （ソフトベンダ開発） |
| ミドルウェア（MOAP共通）           | ミドルウェア （MOAP共通/機種タイプ別） | ミドルウェア （メーカー独自部分）     |
| OS部分（MOAP共通）                 |                                        |                                       |

なお、NTTドコモではFOMA端末の開発効率を向上させるため、Symbian OS・Linux OSいずれに向けてもアプリケーションソフトウェアセット「オペレータパック」を開発し、2011年現在はMOAP後継としてFOMA端末への搭載を進めている。SymbianベースのものとしてはSH-07Bより、LinuxベースのものとしてはN-01Bより搭載が開始された。

### MOAPの機能例
| - 通信シーケンス制御 - WORLD WINGの言語交換 - 回線交換、パケット交換の分離規制機能 - iモードブラウザ/フルブラウザ - iモードメール - iアプリプラットホーム - デコメアニメ - iコンシェル - iウィジェット - iチャネル - iエリア | - 2in1 - プッシュトーク - iチャネル - iコンシェル - ワンセグ - ケータイお探しサービス - イマドコサーチ - おまかせロック - 電話帳お預かりサービス - エリアメール - きせかえツール 他 |

## MOAP(S)
Symbian OSを搭載した携帯電話用。以下のメーカーの端末に搭載されている。
- ソニー・エリクソン（SO705i、SO706iを除く）
- シャープ
- 三菱電機
- 富士通

Symbian FoundationからSymbian Foundation Platform Releaseの一部としてオープンソース化されている。

## MOAP(L)
Linuxを搭載した携帯電話用。以下の端末に搭載されている。
- パナソニック モバイルコミュニケーションズ製の端末
- 日本電気（現NECカシオ）製の端末
- SO705i・SO706i